# Aclerda smithi
Aclerda smithi är en insektsart som beskrevs av Ronald W. Hodges och Hodgson 2002. Aclerda smithi ingår i släktet Aclerda och familjen Aclerdidae. Inga underarter finns listade i Catalogue of Life.